# Candace Gingrich
Candace Gingrich (/ˈɡɪŋɡrɪk/; nascida em 2 de junho de 1966), é uma ativista americana dos direitos LGBT da Campanha de Direitos Humanos. Candace é meia-irmã do ex-presidente da Câmara Newt Gingrich.

## Vida pregressa
Candace Gingrich nasceu de Robert e Kathleen (Daugherty) Gingrich em 2 de junho de 1966. Gingrich cursou o ensino médio na Central Dauphin East High School em Harrisburg, Pensilvânia, e se formou na Indiana University of Pennsylvania em 1989.

## Ativismo
Embora a orientação sexual de Gingrich tenha sido divulgada publicamente já em 1994, ele ganhou atenção significativa da imprensa pela primeira vez em 1995 como porta-voz dos direitos dos homossexuais. Elas foram porta-vozes do Projeto Nacional de Revelação da Campanha pelos Direitos Humanos em 1995 e foram nomeadas uma das "Mulheres que Amamos" pela Esquire e "Mulheres do Ano" pela revista Ms. Eles são atualmente o gerente sênior do programa Youth & Campus Outreach da Human Rights Campaign, bem como o coordenador do programa de estágio universitário do HRC da Human Rights Campaign. Sua autobiografia, Accidental Activist: A Personal and Political Memoir, foi lançada em 1996.

### Aparições públicas
Gingrich foi ator convidado no seriado de televisão Friends em janeiro de 1996, no qual eles oficiaram uma cerimônia de compromisso para dois personagens recorrentes no episódio "The One With the Lesbian Wedding". Eles também apareceram na estreia do programa de TV Lateline de Al Franken em 1998.
Gingrich apoiou o presidente Barack Obama em 2012, apesar da candidatura de Newt Gingrich à nomeação republicana.

## Vida pessoal
Gingrich casou-se com a dramaturga Rebecca Jones em 2009. Os Gingrich-Joneses viviam em Hyattsville, Maryland, onde Gingrich jogava rúgbi com o Washington Furies. O casal iniciou o divórcio em 2013. Em 2017, Gingrich se casou com Kelly Cassidy, membro da Câmara dos Representantes de Illinois.
Gingrich é genderqueer e lésbica e usa pronomes they/them.